# Риси, Хорхе
Хорхе Риси (исп. Jorge Risi; род. 1 января 1940, Монтевидео) — уругвайский скрипач и дирижёр.
Учился в Уругвае у Мигеля Силадьи, затем в Европе у Макса Ростала, Генрика Шеринга и Иегуди Менухина. В молодости был участником нелегального левого движения Тупамарос.
В 1968—2003 гг. (с перерывами) заведовал кафедрой скрипки в Школе музыки при Уругвайском университете, в 1996—2000 гг. был также её ректором. Одновременно в 1996—1997 гг. возглавлял Национальный фонд музыки. В середине 1980-х гг. преподавал также в Национальной консерватории Мексики; в 1981—1986 гг. был первой скрипкой Латиноамериканского квартета.
Дирижировал различными оркестрами Латинской Америки, возглавлял Оркестр радио и телевидения Уругвая. Уделяя в своём репертуаре большое внимание музыке латиноамериканских композиторов, первым исполнил «Немецкое танго» Маурисио Кагеля (Париж, 1980, вместе с автором), Пять пьес для скрипки с оркестром Эктора Тосара (Мехико, 1988) и др.